# Hyaloscypha flaveola
Hyaloscypha flaveola är en svampart som först beskrevs av Mordecai Cubitt Cooke, och fick sitt nu gällande namn av John Axel Nannfeldt 1939. Hyaloscypha flaveola ingår i släktet Hyaloscypha och familjen Hyaloscyphaceae.   Inga underarter finns listade i Catalogue of Life.
I den svenska databasen Dyntaxa används istället namnet Calycellina flaveola för samma taxon.  Arten är reproducerande i Sverige.